# Pseudotigrioides planissima
Pseudotigrioides planissima is een vlinder van de familie van de spinneruilen (Erebidae). De wetenschappelijke naam van deze soort is voor het eerst voorgesteld als Manulea planissima door Hans Daniel Johan Wallengren in een publicatie uit 1875.
De soort komt voor in Zuid-Afrika.